# Распространение радиоволн
Распространение радиоволн — явление переноса энергии электромагнитных колебаний в диапазоне радиочастот (см. Радиоизлучение). Разные аспекты этого явления изучаются различными техническими дисциплинами, являющимися разделами радиотехники. Наиболее общие вопросы и задачи рассматривает радиофизика. Распространение радиоволн в специальных технических объектах таких, как кабели, волноводы антенны, рассматривают специалисты по прикладной электродинамике, или специалисты по технике антенн и фидеров. Техническая дисциплина «распространение радиоволн» рассматривает только те задачи радиоизлучения, которые связаны с распространением радиоволн в естественных средах, то есть влияние на радиоволны поверхности Земли, атмосферы и околоземного пространства, распространение радиоволн в природных водоемах, а также в техногенных ландшафтах. Как техническая дисциплина распространение радиоволн входит в программу подготовки радиоинженеров, во многих вузах всего мира. Обычно этот курс занимает один учебный семестр.

## Основные направления изучения
Радиоизлучение охватывает очень широкий диапазон частот. Физические эффекты и наблюдаемые явления в различных диапазонах радиоволн могут отличаться не только количественно, но и качественно, поэтому направления исследований в этой науке распадаются на отдельные ветви, соответствующие в целом классификации радиоволн по диапазонам.
Основные физические эффекты и изучаемые явления:
- влияние поверхности Земли на излучаемые волны, формирование волн, связанных с земной поверхностью;
- отражение волн от различных объектов как природных, так и искусственных, расположенных на поверхности Земли и многолучевое формирование итогового сигнала;
- ослабление мощности радиоволн из-за их поглощения дождем, снегом, пылью;
- отражение радиоволн от дождя, снега, пыли, стай птиц;
- искривление путей распространения радиоволн из-за неоднородности слоев атмосферы.

Основные результаты теории, используемые специалистами смежных областей:
- Оценка потерь мощности сигнала при распространении радиоволн, необходимая для оценки дальности действия любой радиотехнической системы.
- Многолучевое распространение радиоволн из-за постоянного изменения соотношения приводит к колебаниям мощности принимаемого сигнала, замираниям. Специалисты по теории связи изучают статистику этих замираний, конструируют аппаратуру и используют методы кодирования, адаптированные к характеру замираний.
- Отражение радиоволн от разных объектов, представляет существенную помеху радиолокационным станциям, создавая ложные цели.
- Искривление линии распространения радиоволн в неоднородной атмосфере ведет к ошибкам измерения координат в радиолокации и радионавигации.
- Определение пространственного сектора доступности радиосредств (зона радиовидимости).

Наиболее существенным фактором, влияющим на распространение радиоволн в реальных условиях, является метеорология. Поэтому данные метеорологии широко используются данной отраслью знаний. С другой стороны она предъявляет к метеорологии свои запросы, например, о размере капель воды в дожде разной интенсивности.